# Ichnanthus nemoralis
Ichnanthus nemoralis es una especie de planta herbácea perteneciente a la familia de las poáceas. Se distribuye desde el sur de México a Colombia, Venezuela, Guayanas, Brasil, también en Trinidad y Tobago.

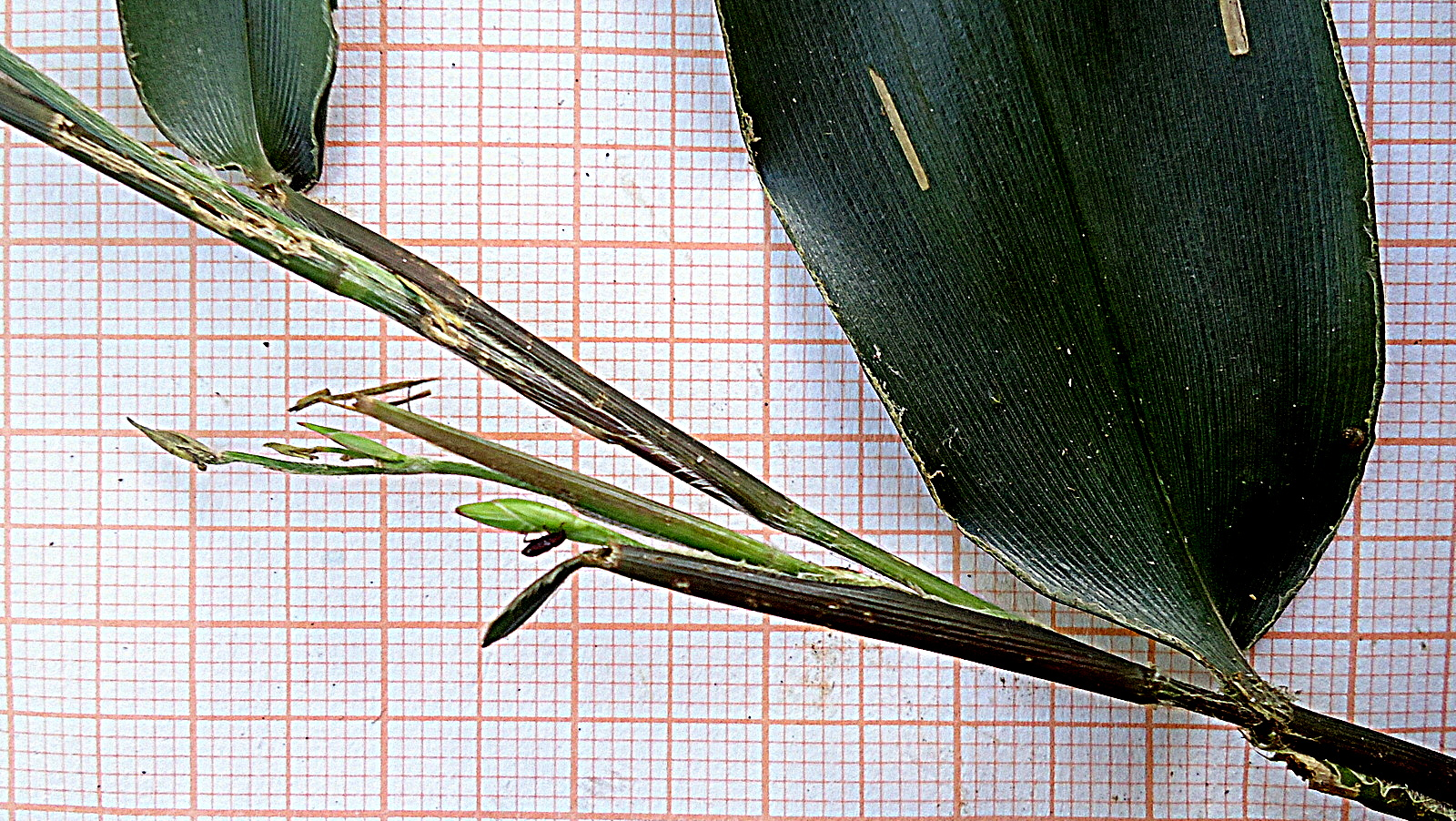
Hojas

## Descripción
Son plantas perennes; con tallos de hasta 100 cm de largo, decumbentes en la base, ramificados en la base y a menudo en las partes más apicales. Vainas glabras o pilosas; lígula de 1 mm de largo, ciliada; láminas ovado-lanceoladas, 6–11 (–15) cm de largo y 1–3 cm de ancho, glabras, la base angostada en un pseudopecíolo, el ápice acuminado y piloso. Panículas 5–7 cm de largo, terminales y en ocasiones algunas axilares, simples o compuestas, ramas basales 9–15 cm de largo, erectas; espiguillas linear-oblongas, (4–) 5–6 mm de largo, glabras; gluma inferior oblongo-ovada, aguda, 3–5-nervia, gluma superior y lema inferior 5 (–7)-nervias; flósculo superior 2–2.5 mm de largo, lanceolado, agudo, no rotado sobre la raquilla, apéndices del flósculo membranáceos, ca 1.5 mm de largo.

## Taxonomía
Ichnanthus nemoralis fue descrita por (Schrad.) Hitchc. & Chase  y publicado en Contributions from the United States National Herbarium 18(7): 334. 1917.
Etimología
Ichnanthus: nombre genérico que deriva de la  palabra  griega: chnos (un paso o de marca), tal vez se refieren a los apéndices debajo del florete superior.
nemoralis: epíteto latíno que significa "de los bosques".
Sinonimia
- Ichnanthus almadensis (Trin.) Kunth
- Ichnanthus almadensis var. almadensis
- Ichnanthus almadensis var. lanceolatus Döll
- Ichnanthus almadensis var. ovatolanceolatus Döll
- Ichnanthus almadensis var. subovatus Döll
- Ichnanthus lagotis (Trin.) Swallen
- Ichnanthus martianus (Nees) Döll
- Ichnanthus petiolatus (Nees) Döll
- Ichnanthus petiolatus var. lanceolatus Döll
- Ichnanthus petiolatus var. petiolatus
- Panicum almadense Nees ex Trin.
- Panicum lagotis Trin.
- Panicum martianum Trin. ex Nees
- Panicum nemorale Schrad.
- Panicum petiolatum Nees
- Panicum subpetiolatum Steud.[4][5]